# Dodekaeder
Et regulært dodekaeder (græsk: ~ tolv ansigter) er et platonisk legeme som består af tolv femkantede sideflader, med tre der mødes ved hvert hjørne. Det har tyve hjørner og tredive kanter. Dens duale polyeder er ikosaedret. De kanoniske koordinater for hjørnene af et dodekaeder med midtpunkt i origo er {(0,±1/φ,±φ), (±1/φ,±φ,0), (±φ,0,±1/φ), (±1,±1,±1)}, hvor φ = (1+√5)/2 er det gyldne snit. Fem terninger kan laves fra disse, med deres kanter som diagonaler i dodekaedrets sideflader, og sammen danner disse den regulære polyediske sammensætning med fem terninger. Stellationen af dodekaedret udgør tre ud af de fire Kepler-Poinsot-legemer.
Arealet, A, og volumenet, V, af et regulært dodekaeder med sidelængden, a, er:
{\displaystyle A=3{\sqrt {25+10{\sqrt {5}}}}\ a^{2}}
{\displaystyle V={\begin{matrix}{1 \over 4}\end{matrix}}(15+7{\sqrt {5}})a^{3}}
Udtrykket dodekaeder bruges også til andre polyedre med tolv sideflader, mest bemærkelsesværdigt det rombiske dodekaeder som er dualt i forhold til kuboktaedret og findes i naturen som en krystalform fx granat. Det almindelige dodekaeder kaldes nogle gange for pentagondodekaeder for at man kan kende forskel på dem.

Især i rollespil er dette legeme kendt som en d12 (fra engelsk die: terning).